# Per Hörnell

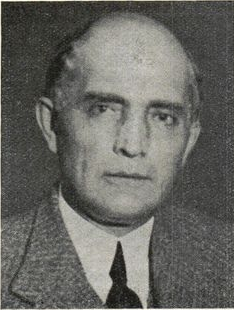
Per Hörnell

Per Gustaf Hörnell, född 25 april 1876 i Själevads församling, Västernorrlands län, död 27 oktober 1938 på Lidingö, var en svensk civilingenjör och professor.

## Biografi
Hörnell utexaminerades 1900 från Kungliga Tekniska högskolans avdelning för väg- och vattenbyggnad och anställdes samma år som konsult vid Gustaf Richerts konstruktionsbyrå, sedermera AB Vattenbyggnadsbyrån. Han uppehöll 1926-1929 professuren i vägbyggnad och kommunikationsteknik vid Kungliga Tekniska högskolan. Han invaldes 1919 som ledamot av Ingenjörsvetenskapsakademien.
Hörnell gravsattes den 21 augusti 1939 på Lidingö kyrkogård.